# Лакі (Огайо)
Лакі (англ. Luckey) — селище (англ. village) в США, в окрузі Вуд штату Огайо. Населення — 1009 осіб (2020).

## Географія
Лакі розташоване за координатами 41°27′7″ пн. ш. 83°28′58″ зх. д. / 41.45194° пн. ш. 83.48278° зх. д. (41.451968, -83.482731).  За даними Бюро перепису населення США в 2010 році селище мало площу 1,79 км², з яких 1,79 км² — суходіл та 0,00 км² — водойми.

## Демографія
Згідно з переписом 2010 року, у селищі мешкало 1012 осіб у 383 домогосподарствах у складі 283 родин. Густота населення становила 565 осіб/км².  Було 405 помешкань (226/км²).
Расовий склад населення:
| - 97,6 % — білих - 0,8 % — азіатів - 0,2 % — чорних або афроамериканців |

До двох чи більше рас належало 1,3 %. Частка іспаномовних становила 3,4 % від усіх жителів.
За віковим діапазоном населення розподілялося таким чином: 26,1 % — особи молодші 18 років, 60,8 % — особи у віці 18—64 років, 13,1 % — особи у віці 65 років та старші. Медіана віку мешканця становила 36,7 року. На 100 осіб жіночої статі у селищі припадало 97,3 чоловіків;  на 100 жінок у віці від 18 років та старших — 93,3 чоловіків також старших 18 років.
Середній дохід на одне домашнє господарство  становив 60 284 долари США (медіана — 55 625), а середній дохід на одну сім'ю — 68 196 доларів (медіана — 63 250). За межею бідності перебувало 8,0 % осіб, у тому числі 13,9 % дітей у віці до 18 років та 4,5 % осіб у віці 65 років та старших.
Цивільне працевлаштоване населення становило 516 осіб. Основні галузі зайнятості: освіта, охорона здоров'я та соціальна допомога — 25,8 %, виробництво — 15,9 %, роздрібна торгівля — 9,9 %, мистецтво, розваги та відпочинок — 8,7 %.